# زد كي. ماثيوز
زد كي. ماثيوز (بالإنجليزية: Z. K. Matthews)‏ (و. 1901 – 1968 م) هو سياسي، ودبلوماسي، وأستاذ جامعي، وكاتب، وعالم إنسان من جنوب أفريقيا، وبوتسوانا، ولد في كيمبرلي، كان عضوًا في المؤتمر الوطني الأفريقي، توفي في الولايات المتحدة، عن عمر يناهز 67 عاماً.

## مناصب
تولى منصب سفير
.

## التعليم
تعلم في كلية لندن للاقتصاد
.